# 국도 제17호선 (인도)
국도 제17호선(NH 17, National Highway 17)은 인도 서벵골주 세보케와 아삼주 구와하티를 이어주는 일반 국도로 총 연장은 477 km이다. 그러나 해당 국도는 보통 언덕이 많이 모이는 지형을 위주로 통과하는 특색을 둔다. 또한 세보케 인근 지역에서는 국도 제10호선과의 교차로에서 시작하여 연결되지만, 주요 경유지는 바그라코테, 나그라카타, 가에르카타, 비르파라, 팔라카타, 쿠치베하르, 투팡간지, 골로칸지, 빌라시파라, 노스살마라, 고알파라, 보코 등이 있다. 그리고 종점인 구와하티에서는 NH 27과도 접촉한다. 또한 해당 도로는 아시안 하이웨이 48호선의 일부를 이룬다.